# Epinephelus drummondhayi
Epinephelus drummondhayi је зракоперка из реда Perciformes.

## Угроженост
Ова врста је крајње угрожена и у великој опасности од изумирања.

## Распрострањење
Ареал врсте покрива средњи број држава. 
Врста је присутна у Мексику, Бермудским острвима, Куби, Бахамским острвима и Сједињеним Америчким Државама.

## Станиште
Станиште врсте су морски екосистеми. 
Врста је присутна на подручју Карипског мора.